# Hans-Dieter Sues
Hans-Dieter Sues (Rheydt, 13 de janeiro de 1956) é um paleontólogo norte-americano nascido na Alemanha que é cientista sênior e curador de paleontologia de vertebrados no Museu Nacional de História Natural do Smithsonian Institution em Washington, DC.
Sues foi eleito Fellow da Royal Society of Canada em 2003 e Fellow da American Association for the Advancement of Science em 1998. O paquicefalossauro Hanssuesia leva o nome dele.

## Trabalhos selecionados
- Sues, Hans-Dieter; Fraser, Nicholas C. (2010). Triassic life on land: the great transition. New York: Columbia University Press. ISBN 978-0231135221
- Sues, Hans-Dieter (2019). The rise of reptiles: 320 million years of evolution. Baltimore: The Johns Hopkins University Press. ISBN 978-1421428673